# British Airways Flight 38
British Airways Flight 38 var navnet på British Airways-flyvningen, som den 17. januar 2008 nødlandede på London Heathrow Airport, London, Storbritannien. Flyet, af typen Boeing 777-236ER, var på vej fra Beijing Lufthavn til Heathrow, med 136 passagerer om bord, ramte ikke landingsbanen og måtte nødlande. Det lykkedes piloten (John Coward, som egentlig var andenpilot) at undgå at ramme  motorvejen A30. 
13 personer, ni passagerer og fire besætningsmedlemmer blev såret, én alvorligt. 
Dette var den første alvorligere ulykke med et Boeing 777-fly. Boeing 777 har siden været involveret i en lignende nødlanding i San Francisco International Airport med Asiana Airlines Flight 214 (2013), ligesom en Boeing 777 opereret af Malaysia Airlines Flight 370 forsvandt i 2014.
- Wikimedia Commons har flere filer relateret til British Airways Flight 38

| Luftfart | Spire Denne artikel om flyvning er en spire som bør udbygges. Du er velkommen til at hjælpe Wikipedia ved at udvide den. |

51°27′54″N 0°25′54″V / 51.465°N 0.4317°V